# Justyna Sikorska (matematyk)
Justyna Sikorska – polska matematyk, doktor habilitowany nauk matematycznych, profesor Uniwersytetu Śląskiego w Katowicach, specjalistka od analizy matematycznej oraz równań funkcyjnych.

## Kariera naukowa
W 1992 roku na Uniwersytecie Śląskim w Katowicach uzyskała tytuł magistra matematyki. W tym samym roku została zatrudniona na tejże uczelni, a w 1998 roku na jej Wydziale Matematyki, Fizyki i Chemii uzyskała stopień doktora nauk matematycznych w zakresie matematyki na podstawie rozprawy pt. Ortogonalna stabilność niektórych równań funkcyjnych, której promotorem był prof. Roman Ger. W latach 2004–2013 pracowała na Akademii Nauk Stosowanych w Raciborzu. W 2011 roku ten sam wydział nadał jej stopień doktora habilitowanego nauk matematycznych w dyscyplinie matematyki na podstawie pracy pt. Stabilność niektórych warunkowych równań funkcyjnych. 